# Friedrich Gustav Weidauer

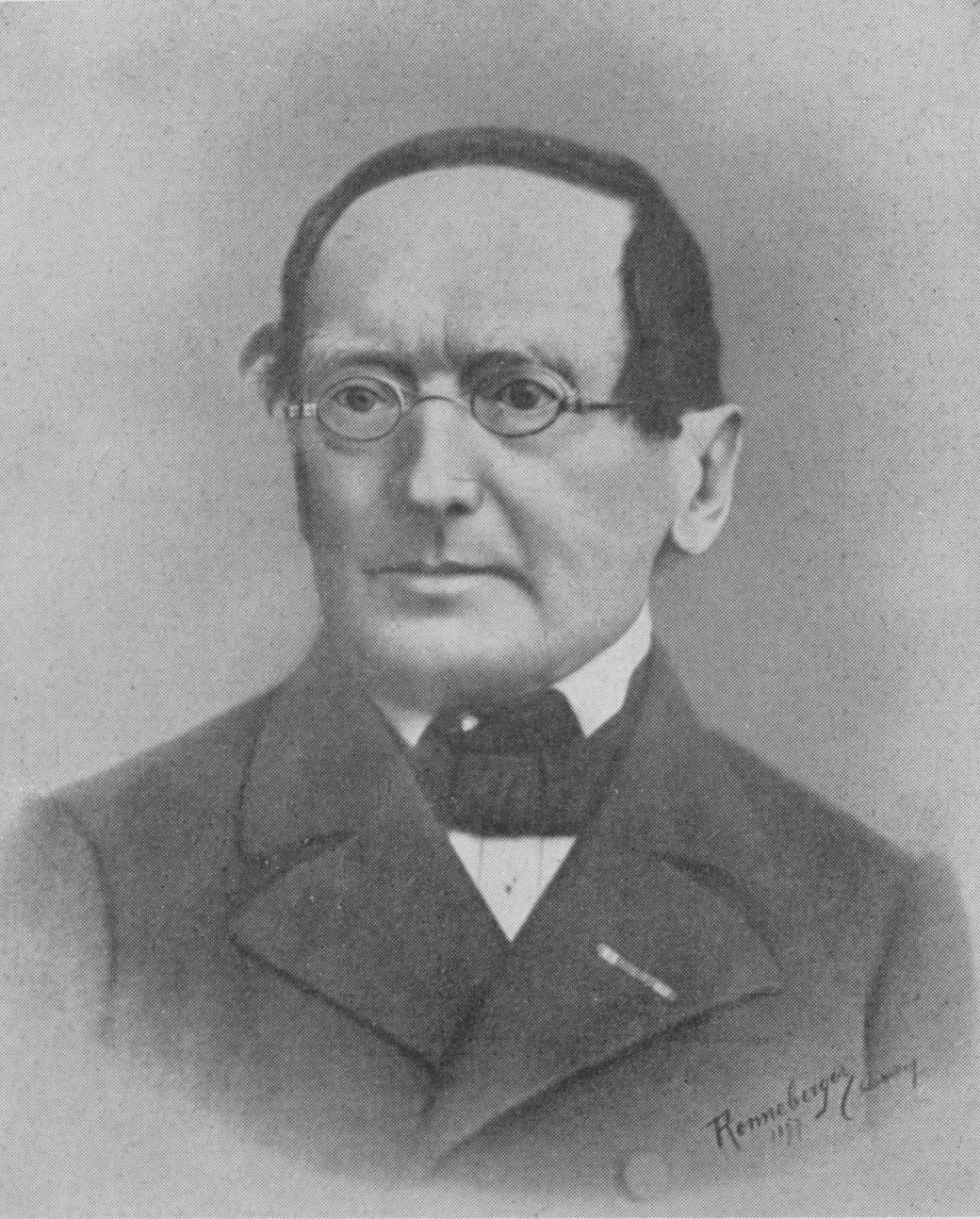
Friedrich Gustav Weidauer (1810–1897)

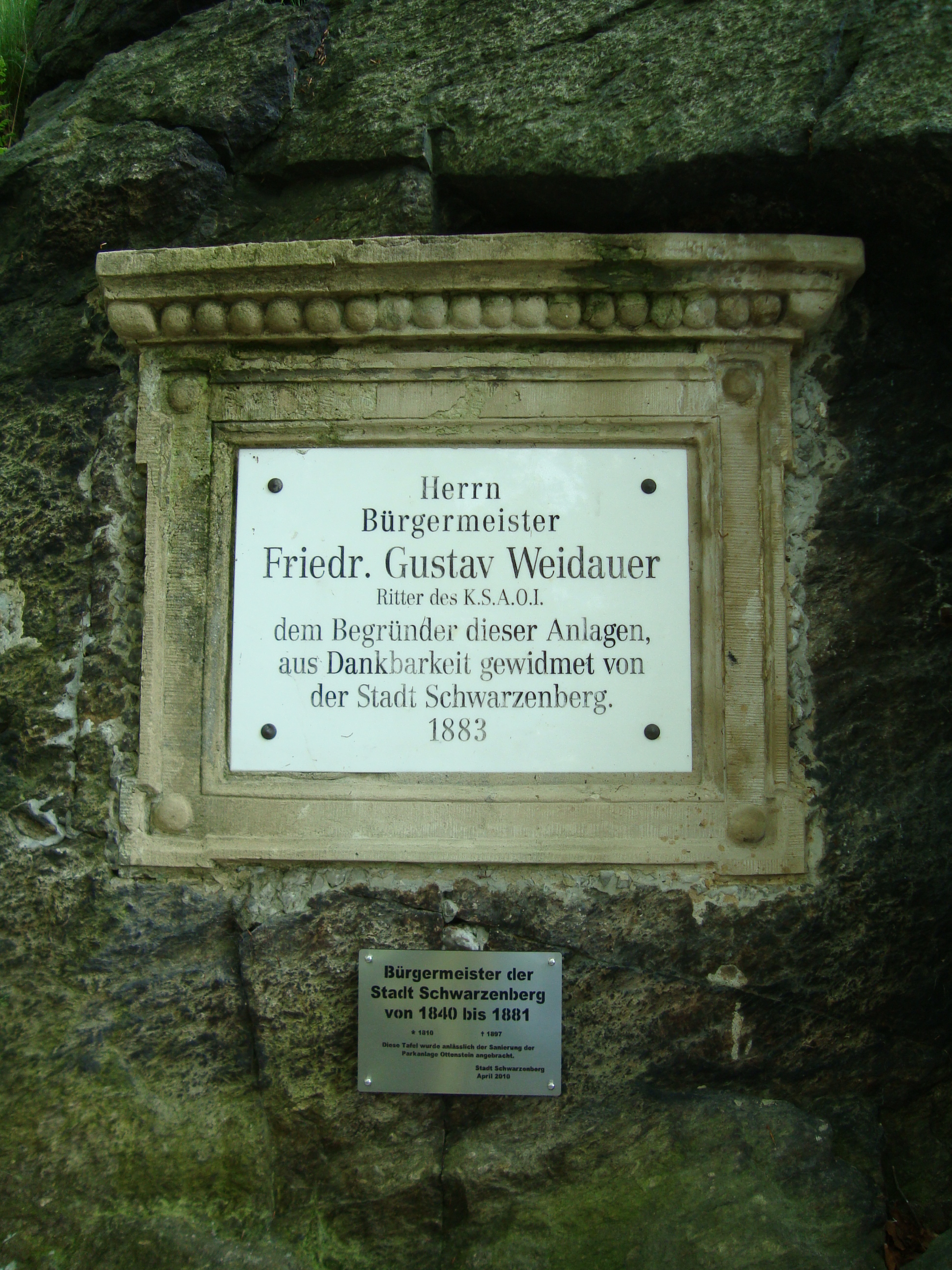
Gedenkstein im Park Ottenstein

Friedrich Gustav Weidauer (* 10. April 1810 in Lauter/Sa.; † 6. März 1897 in Schwarzenberg) war ein sächsischer Jurist und liberaler Politiker.

## Leben und Wirken
Der Sohn eines Handelsmanns zog mit seinen Eltern als Kind von Lauter in das benachbarte Schwarzenberg, wo er den Stadtbrand vom 2. Mai 1824 miterlebte, der die Stadt fast vollständig zerstörte. Er besuchte zunächst die Dorfschule in Lauter und später das Lyzeum in Schneeberg. Weidauer studierte ab 1830 die Rechtswissenschaften an der Universität Leipzig. Nach Abschluss seines Studiums ließ er sich 1834 in Schwarzenberg nieder, wo er zunächst als Rechtsgelehrter im Kreisamt und bei Finanzprokurator Johann Traugott Lindner tätig wurde. Seine Immatrikulation als Advokat erhielt er 1842 oder 1843. Zu dieser Zeit lebte er zur Miete im Haus eines Händlers (heute: Markt 10). Bereits 1840 war er in Schwarzenberg zum Bürgermeister gewählt worden, in welchem Amt er sich insbesondere um die wirtschaftliche Entwicklung der Stadt und Umgebung bemühte. Die verkehrstechnische Erschließung des Schwarzwassertals und somit die Schaffung der logistischen Grundlagen für die Gründung von Industriebetrieben war eines seiner Hauptanliegen. Um die seinen Bezirk bevorteilende Bahnstrecke Zwickau–Schwarzenberg durchzusetzen, nahm es Weidauer in Kauf, die in der Dringlichkeit höher eingeschätzte und von der Sächsischen Regierung zur Projektierung und Bewilligung dem Sächsischen Landtag vorgelegte Bahnstrecke Chemnitz–Annaberg zu obstruieren. Die Bahnanbindung Schwarzenbergs erfolgte 1858.
Als Vertreter des 12. städtischen Wahlbezirks gehörte er auf den Landtagen 1845/46 bis 1847 und 1854/55 bis 1866/68 der II. Kammer des Sächsischen Landtags an.
Im Prinz Albert Stift, einem Heim für körperlich und geistig verwahrloste Kinder, übernahm Weidauer nach dem Tod des Schwarzenberger Pfarrers Winter die Leitung. Er hatte maßgeblichen Anteil an der Förderung von Park und Bad Ottenstein. Nach 41 Dienstjahren als Bürgermeister ging er 1881 in den Ruhestand und verbrachte seinen Lebensabend in seiner Wohnung im Haus eines Lohnkutschers (heute: Markt 12). Weidauer starb 1897 und wurde auf dem Schwarzenberger St. Georgenfriedhof beerdigt.

## Ehrungen
Für die Unterstützung der Verlängerung der Bahnstrecke Zwickau–Schwarzenberg um eine Nebenstrecke nach Johanngeorgenstadt und die geleistete Hilfe beim Wiederaufbau des dortigen Rathauses wurde er 1869 zum Ehrenbürger von Johanngeorgenstadt ernannt. Auch Schwarzenberg ehrte ihn mit der Ernennung zum Ehrenbürger. In Schwarzenberg erinnert seit 1909 die Weidauerstraße in der Neustadt an ihn. In Ergänzung zu der bereits 1883 wegen seiner Verdienste um die Ottensteinanlagen errichteten Marmorgedenktafel im Ottensteinpark wurde dort im April 2010 eine weitere Gedenktafel mit seinen Lebensdaten und seiner Amtszeit als Bürgermeister angebracht.
Ferner wurde er zum Ritter des Albrechts-Ordens ernannt.

## Werke
- Die obererzgebirgische Eisenbahnfrage mit einem Anhang über die Spitzenmanufactur. 1854